# Erica umbellata
Erica umbellata är en ljungväxtart. Erica umbellata ingår i släktet klockljungssläktet, och familjen ljungväxter.

## Underarter
Arten delas in i följande underarter:
- E. u. major
- E. u. umbellata

## Bildgalleri

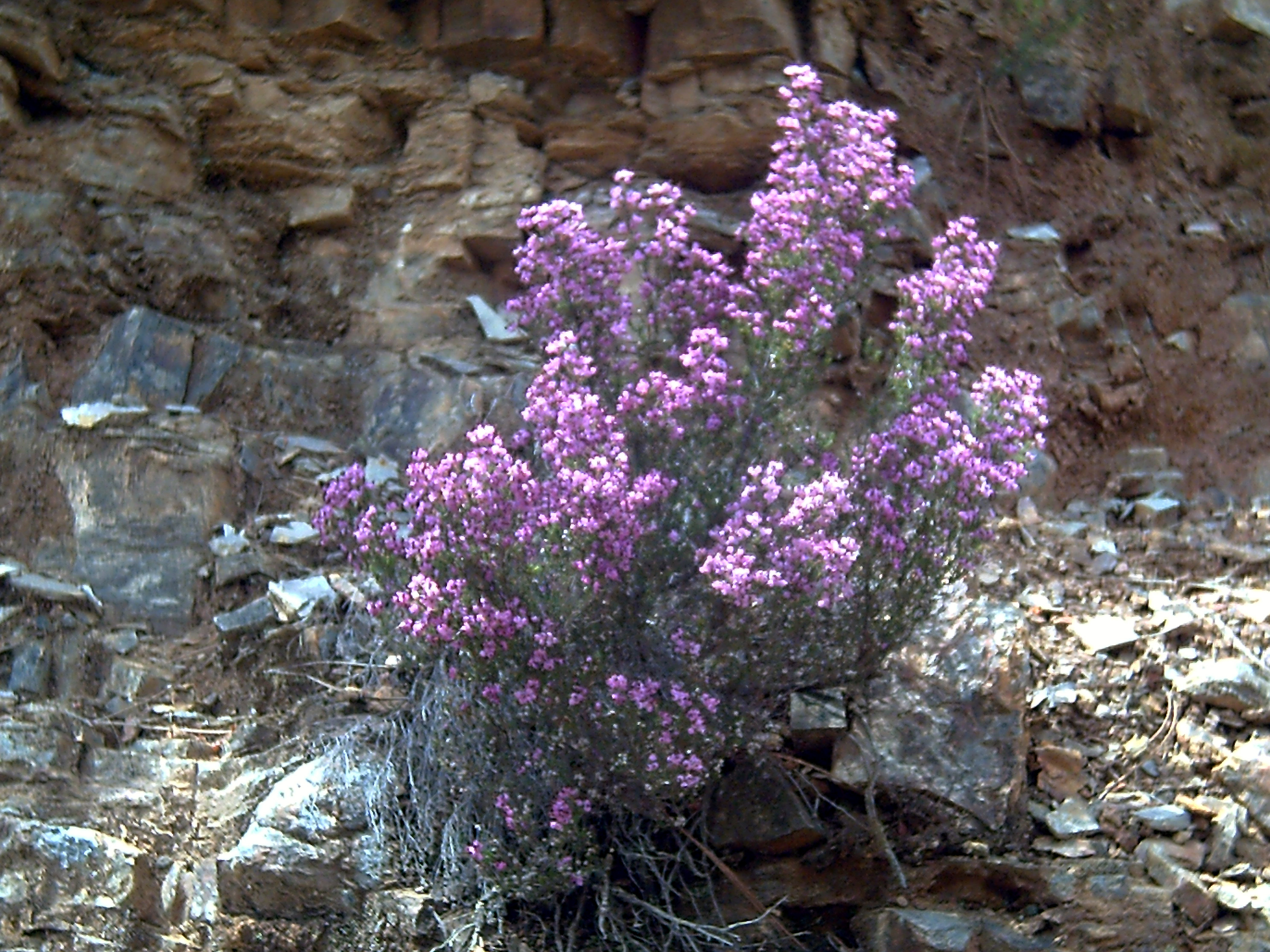
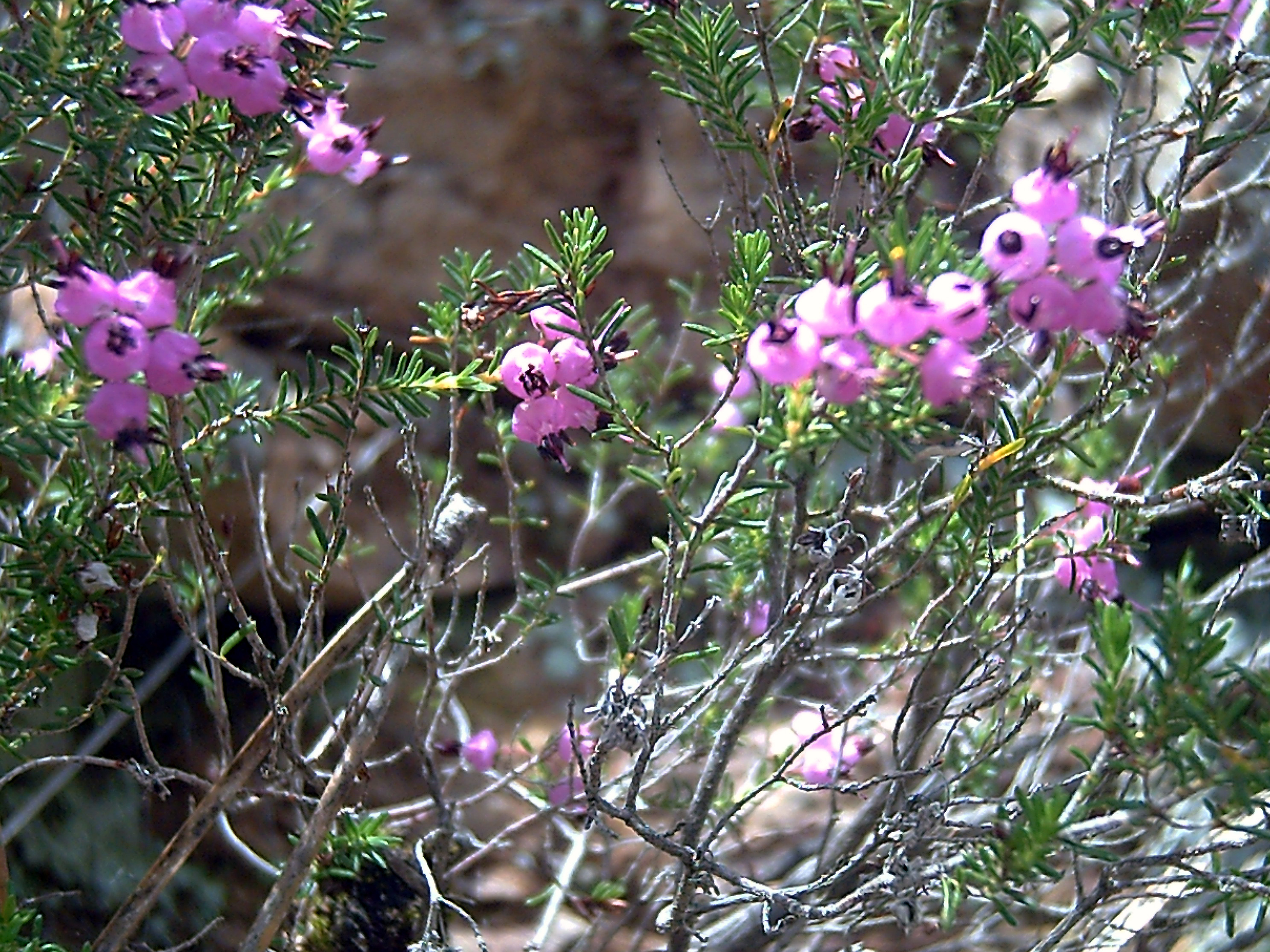